# هسته (نوروآناتومی)
در نوروآناتومی، هسته (به انگلیسی: Nucleus) (حالت جمع آن nuclei است)، دسته از نورون‌ها در دستگاه عصبی مرکزی اند، که در عمق نیم‌کره‌های مغز و ساقه مغز قرار دارند. نورون‌های یک هسته، اغلب، اتصالات و عملکردهای مشابهی دارند. هر هسته به سایر هسته‌های تنه عصبی، از طریق دسته آکسون‌های (الیاف یا فیبرهای عصبی) بیرون آمده از اجسام سلولی، متصل شده‌است. در مقاطع آناتومیکی، هسته خود را به صورت ناحیه ای از ماده خاکستری، که اغلب با ماده سفید احاطه شده، نشان می‌دهد. مغز مهره‌داران شامل صدها هسته متمایز اند که از نظر اندازه و شکل متنوع می‌باشند. هسته، خود ممکن است ساختار داخلی پیچیده‌ای، همراه با انواع مختلفی از توده‌ها (زیرهسته‌ها) یا لایه‌های نورونی باشد.

## مثال‌ها
- ساقه مغز: هسته قرمز
- مخچه: هسته دندانه‌ای، هسته لخته‌ای، هسته کروی، هسته شیروانی
- عقده‌های قاعده‌ای: جسم مخطط (هسته دم‌دار) و پوتامن)، پالیدوم (گلوبوس پالیدوس، داخلی و جانبی)، توده سیاه، هسته ساب‌تالاموس.
- هسته‌های اعصاب مغزی (کرانیال)
- هسته شکمی-داخلی هیپوتالاموس